# Agapetes angulata
Agapetes angulata är en ljungväxtart som först beskrevs av William Griffiths, och fick sitt nu gällande namn av Joseph Dalton Hooker. Agapetes angulata ingår i släktet Agapetes och familjen ljungväxter. Inga underarter finns listade i Catalogue of Life.